# League of Ireland 2015
League of Ireland 2015 var den 95:e säsongen av League of Ireland, Irlands högsta liga i fotboll. Ligan är uppdelad i två divisioner, varav Premier Division 
är högsta nivån. Ligan började 6 mars 2015. Den 9 oktober stod det klart att Dundalk försvarade titeln efter man spelade oavgjort (1–1) mot Shamrock Rovers.

## Premier Division

### Lag

#### Städer och arenaor
| Lag                   | Ort                | Arena                | Kapacitet |
| --------------------- | ------------------ | -------------------- | --------- |
| Bohemians             | Dublin             | Dalymount Park       | 10 000    |
| Bray Wanderers        | Bray               | Carlisle Grounds     | 7 000     |
| Cork City             | Cork               | Turners Cross        | 7 485     |
| Derry City            | Derry (Nordirland) | Brandywell Stadium   | 7 700     |
| Drogheda United       | Drogheda           | United Park          | 2 000     |
| Dundalk               | Dundalk            | Oriel Park           | 4 500     |
| Galway United         | Galway             | Eamonn Deacy Park    | 5 000     |
| Limerick              | Limerick           | Markets Field        | 3 000     |
| Longford Town         | Longford           | City Calling Stadium | 6 850     |
| Shamrock Rovers       | Dublin             | Tallaght Stadium     | 5 947     |
| Sligo Rovers          | Sligo              | The Showgrounds      | 5 500     |
| St Patrick's Athletic | Dublin             | Richmond Park        | 5 340     |

#### Personal och matchställ
| Lag                   | Tränare        | Lagkapten         | Tillverkar av matchställ | Tröjsponsor                     |
| --------------------- | -------------- | ----------------- | ------------------------ | ------------------------------- |
| Bohemians             | Keith Long     | Derek Pender      | Hummel                   | Mr Green                        |
| Bray Wanderers        | Mick Cooke     | David Cassidy     | Nike                     | Royal Hotel                     |
| Cork City             | John Caulfield | John Dunleavy     | Nike                     | Clonakilty Sausages             |
| Derry City            | Paul Hegarty   | Ryan McBride      | Umbro                    | Diamond Corrugated              |
| Drogheda United       | Mark Kinsella  | Michael Daly      | Nike                     | Scotch Hall Shopping Center     |
| Dundalk               | Stephen Kenny  | Stephen O'Donnell | Umbro                    | Fyffes                          |
| Galway United         | Tommy Dunne    | Paul Sinnott      | Macron                   | Comer Property Management       |
| Limerick              | Martin Russell | Shane Duggan      | Macron                   | Pacdog.ie                       |
| Longford Town         | Tony Cousins   | Mark Salmon       | Macron                   | City Calling                    |
| Shamrock Rovers       | Pat Fenlon     | Conor Kenna       | Warrior                  | Pepper                          |
| Sligo Rovers          | Micky Adams    | Gavin Peers       | Umbro                    | Volkswagen                      |
| St Patrick's Athletic | Liam Buckley   | Ger O'Brien       | Umbro                    | Clune Construction Company L.P. |

### Tabeller

#### Poängtabell
| Nr | Lag                   | S  | V  | O  | F  | GM | IM | MS  | P  |
| -- | --------------------- | -- | -- | -- | -- | -- | -- | --- | -- |
| 1  | Dundalk (RM)          | 33 | 23 | 9  | 1  | 78 | 23 | +55 | 78 |
| 2  | Cork City             | 33 | 19 | 10 | 4  | 57 | 25 | +32 | 67 |
| 3  | Shamrock Rovers       | 33 | 18 | 11 | 4  | 56 | 27 | +29 | 65 |
| 4  | St Patrick's Athletic | 33 | 18 | 4  | 11 | 52 | 34 | +18 | 58 |
| 5  | Bohemians             | 33 | 15 | 8  | 10 | 49 | 42 | +7  | 53 |
| 6  | Longford Town (U)     | 33 | 10 | 9  | 14 | 41 | 53 | −12 | 39 |
| 7  | Derry City            | 33 | 9  | 8  | 16 | 32 | 42 | −10 | 35 |
| 8  | Bray Wanderers        | 33 | 9  | 6  | 18 | 27 | 51 | −24 | 33 |
| 9  | Sligo Rovers          | 33 | 7  | 10 | 16 | 39 | 55 | −16 | 31 |
| 10 | Galway United (U)     | 33 | 9  | 4  | 20 | 39 | 61 | −22 | 31 |
| 11 | Limerick              | 33 | 7  | 8  | 18 | 46 | 73 | −27 | 29 |
| 12 | Drogheda United       | 33 | 7  | 7  | 19 | 32 | 62 | −30 | 28 |

##### Nedflyttningskval
| Lag 1    | Totalt | Lag 2      | Möte 1 | Möte 2     |
| Limerick | 1–2    | Finn Harps | 1–0    | 0–2 (e.f.) |

Finn Harps spelar i League of Ireland Premier Division säsongen 2016.

#### Resultattabeller
| Hemma \ Borta         | BOH | BW  | CC  | DC  | DU  | DUN | GU  | LIM | LT  | SHA | SLI | ST  |
| Bohemians             | —   | 0–0 | 1–1 | 4–2 | 0–1 | 0–3 | 2–0 | 2–1 | 2–0 | 3–1 | 1–0 | 0–1 |
| Bray Wanderers        | 0–1 | —   | 0–1 | 1–0 | 0–1 | 0–1 | 0–5 | 4–0 | 0–1 | 0–3 | 1–0 | 1–0 |
| Cork City             | 4–0 | 1–0 | —   | 3–0 | 4–1 | 1–2 | 2–0 | 5–0 | 2–0 | 0–0 | 3–2 | 3–1 |
| Derry City            | 1–2 | 0–0 | 0–2 | —   | 3–0 | 0–1 | 0–2 | 0–0 | 3–0 | 0–0 | 1–1 | 0–3 |
| Drogheda United       | 0–1 | 4–2 | 1–2 | 1–1 | —   | 1–2 | 2–0 | 1–1 | 0–3 | 0–1 | 3–2 | 0–2 |
| Dundalk               | 1–2 | 8–1 | 1–1 | 1–0 | 1–0 | —   | 3–0 | 6–2 | 1–0 | 2–0 | 3–0 | 3–0 |
| Galway United         | 5–3 | 0–1 | 1–3 | 1–2 | 1–0 | 2–4 | —   | 3–2 | 1–2 | 1–2 | 0–1 | 1–4 |
| Limerick              | 0–3 | 0–1 | 0–1 | 0–2 | 1–2 | 1–1 | 2–4 | —   | 2–2 | 1–1 | 3–2 | 1–2 |
| Longford Town         | 2–1 | 2–0 | 1–4 | 0–0 | 1–1 | 0–2 | 0–1 | 1–0 | —   | 0–2 | 1–1 | 2–2 |
| Shamrock Rovers       | 0–0 | 1–0 | 0–0 | 4–1 | 1–0 | 2–2 | 3–0 | 4–1 | 3–2 | —   | 5–1 | 1–0 |
| Sligo Rovers          | 0–0 | 1–3 | 1–1 | 1–1 | 2–0 | 1–2 | 1–1 | 1–1 | 3–2 | 1–2 | —   | 0–3 |
| St Patrick's Athletic | 3–1 | 3–0 | 0–0 | 2–0 | 2–2 | 0–2 | 3–1 | 3–1 | 3–0 | 0–0 | 3–0 | —   |

| Hemma \ Borta         | BOH | BW  | CC  | DC  | DU  | DUN | GU  | LIM | LT  | SHA | SLI | ST  |
| Bohemians             | —   | —   | 0–1 | —   | —   | 2–2 | 3–0 | —   | 1–1 | —   | —   | 2–0 |
| Bray Wanderers        | 3–1 | —   | 0–0 | —   | 1–0 | —   | 1–1 | 2–2 | —   | 2–2 | —   | —   |
| Cork City             | —   | —   | —   | 0–0 | —   | 2–2 | 1–0 | 2–3 | 2–3 | —   | —   | —   |
| Derry City            | 2–3 | 3–1 | —   | —   | 0–2 | 0–2 | —   | —   | —   | 1–0 | —   | —   |
| Drogheda United       | 2–2 | —   | 1–1 | —   | —   | —   | —   | 1–4 | 0–3 | —   | 0–4 | —   |
| Dundalk               | —   | 4–0 | —   | —   | 6–0 | —   | 0–0 | —   | 0–0 | —   | 2–2 | 4–1 |
| Galway United         | —   | —   | —   | 0–4 | 1–1 | —   | —   | 1–3 | 4–2 | —   | 2–1 | 0–1 |
| Limerick              | 4–3 | —   | —   | 0–2 | —   | 1–3 | —   | —   | 3–3 | 0–2 | —   | 3–1 |
| Longford Town         | —   | 1–0 | —   | 4–2 | —   | —   | —   | —   | —   | 1–3 | 1–1 | 0–3 |
| Shamrock Rovers       | 1–1 | —   | 3–0 | —   | 5–3 | 1–1 | 2–0 | —   | —   | —   | —   | 0–2 |
| Sligo Rovers          | 0–2 | 3–2 | 0–2 | 1–0 | —   | —   | —   | 2–3 | —   | 1–1 | —   |     |
| St Patrick's Athletic | —   | 1–0 | 1–2 | 0–1 | 2–1 | —   | —   | —   | —   | —   | 0–2 | —   |

### Statistik

#### Skytteligan
| Rank | Spelare               | Klubb                  | Mål |
| ---- | --------------------- | ---------------------- | --- |
| 1    | Richie Towell         | Dundalk                | 25  |
| 2    | Karl Sheppard         | Cork City              | 13  |
| 3    | Vinny Faherty         | Limerick               | 12  |
| 3    | Jake Keegan           | Galway United          | 12  |
| 3    | Enda Curran           | Galway United          | 12  |
| 3    | Michael Drennan       | Shamrock Rovers        | 12  |
| 3    | David McMillan        | Dundalk                | 12  |
| 3    | Daniel Corcoran       | Sligo Rovers           | 12  |
| 9    | Christopher Forrester | St. Patrick's Athletic | 11  |
| 9    | Brandon Miele         | Shamrock Rovers        | 11  |

## First Division
First Division innehåller 8 lag, varje lag spelade fyra matcher mot varandra, två på hemmaplan respektive två på bortaplan.

### Lag

#### Städer och arenaor
| Lag                       | Ort        | Arena                  | Kapacitet |
| ------------------------- | ---------- | ---------------------- | --------- |
| Athlone Town              | Athlone    | Athlone Town Stadium   | 5 000     |
| Cabinteely                | Dublin     | Stradbrook Road        | 1 300     |
| Cobh Ramblers             | Cobh       | St. Colman's Park      | 5 000     |
| Finn Harps                | Ballybofey | Finn Park              | 6 000     |
| Shelbourne                | Dublin     | St. Colman's Park      | 9 600     |
| University College Dublin | Dublin     | UCD Bowln              | 3 000     |
| Waterford United          | Waterford  | Regional Sports Centre | 5 500     |
| Wexford Youths            | Crossaberg | Ferrycarrig Park       | 2 500     |

#### Personal och matchställ
| Lag                       | Tränare           | Lagkapten      | Tillverkar av matchställ | Tröjsponsor      |
| ------------------------- | ----------------- | -------------- | ------------------------ | ---------------- |
| Athlone Town              | Alan Mathews      | Brian Shortall | Nike                     | Nitro Sports     |
| Cabinteely                | Eddie Gormley     |                | Umbro                    |                  |
| Cobh Ramblers             | Stephen Henderson |                | Nike                     |                  |
| Finn Harps                | Ollie Horgan      | Kevin McHugh   | Legea                    | McGettigan Group |
| Shelbourne                | Kevin Doherty     |                | Macron                   |                  |
| University College Dublin | Collie O'Neill    | Robbie Benson  | O'Neills                 | O'Neills         |
| Waterford United          | Roddy Collins     | Vinny Sullivan | Macron                   | Sportsworld      |
| Wexford Youths            | Shane Keegan      | Graham Doyle   | O'Neills                 | Galenisys        |

### Tabeller

#### Poängtabell
| Nr | Lag                           | S  | V  | O | F  | GM | IM | MS  | P  |
| -- | ----------------------------- | -- | -- | - | -- | -- | -- | --- | -- |
| 1  | Wexford Youths                | 28 | 20 | 1 | 7  | 63 | 32 | +31 | 61 |
| 2  | Finn Harps                    | 28 | 16 | 7 | 5  | 42 | 23 | +19 | 55 |
| 3  | University College Dublin (N) | 28 | 14 | 7 | 7  | 51 | 26 | +25 | 49 |
| 4  | Shelbourne                    | 28 | 13 | 6 | 9  | 37 | 34 | +3  | 45 |
| 5  | Athlone Town (N)              | 28 | 9  | 6 | 13 | 36 | 42 | −6  | 33 |
| 6  | Cobh Ramblers                 | 28 | 8  | 6 | 14 | 27 | 45 | −18 | 30 |
| 7  | Waterford United              | 28 | 5  | 6 | 17 | 25 | 51 | −26 | 21 |
| 8  | Cabinteely                    | 28 | 5  | 5 | 18 | 22 | 50 | −28 | 20 |

##### Uppflyttningskval
Semifinal

Tvåan i serien mötte trean i ett dubbelmöte om vem som fick möta det elfteplacerade laget från League of Ireland Premier Division 2015 i ett avgörande dubbelmöte.
| Lag 1                     | Totalt | Lag 2      | Möte 1 | Möte 2 |
| University College Dublin | 1–3    | Finn Harps | 0–1    | 1–2    |

Final
| Lag 1    | Totalt | Lag 2      | Möte 1 | Möte 2     |
| Limerick | 1–2    | Finn Harps | 1–0    | 0–2 (e.f.) |

Finn Harps spelar i League of Ireland Premier Division säsongen 2016.

#### Resultattabeller
| Hemma \ Borta             | AT  | CAB | CR  | FH  | SHE | UCD | WU  | WY  |
| Athlone Town              | —   | 2–2 | 4–0 | 1–0 | 2–3 | 1–1 | 1–0 | 0–1 |
| Cabinteely                | 2–0 | —   | 2–2 | 1–1 | 0–1 | 0–2 | 1–0 | 1–0 |
| Cobh Ramblers             | 1–0 | 1–0 | —   | 2–3 | 1–0 | 0–3 | 1–0 | 1–4 |
| Finn Harps                | 1–0 | 2–0 | 2–0 | —   | 1–0 | 2–2 | 3–2 | 1–3 |
| Shelbourne                | 1–3 | 1–0 | 1–1 | 0–0 | —   | 0–2 | 1–0 | 2–4 |
| University College Dublin | 1–2 | 6–1 | 1–1 | 2–2 | 0–1 | —   | 3–0 | 4–1 |
| Waterford United          | 1–1 | 3–1 | 1–1 | 0–2 | 2–2 | 0–0 | —   | 1–4 |
| Wexford Youths            | 2–0 | 7–0 | 1–0 | 0–1 | 2–3 | 1–0 | 1–2 | —   |

| Hemma \ Borta             | AT  | CAB | CR  | FH  | SHE | UCD | WU  | WY  |
| Athlone Town              | —   | 0–1 | 1–4 | 1–1 | 2–1 | 2–2 | 3–4 | 3–1 |
| Cabinteely                | 1–3 | —   | 1–0 | 2–3 | 0–1 | 0–3 | 1–1 | 2–3 |
| Cobh Ramblers             | 2–1 | 2–1 | —   | 0–1 | 2–2 | 1–1 | 0–2 | 0–3 |
| Finn Harps                | 0–0 | 1–0 | 2–0 | —   | 1–0 | 3–0 | 0–0 | 4–1 |
| Shelbourne                | 3–1 | 0–0 | 2–0 | 3–2 | —   | 2–1 | 3–0 | 0–0 |
| University College Dublin | 3–1 | 1–0 | 3–0 | 1–0 | 2–1 | —   | 5–1 | 1–2 |
| Waterford United          | 0–1 | 1–0 | 1–3 | 0–3 | 1–2 | 0–1 | —   | 2–3 |
| Wexford Youths            | 3–0 | 3–2 | 2–1 | 2–0 | 4–1 | 1–0 | 4–0 | —   |

### Statistik

#### Skytteligan
| Rank | Spelare         | Klubb                     | Mål |
| ---- | --------------- | ------------------------- | --- |
| 1    | Daniel Furlong  | Wexford Youths            | 30  |
| 2    | Ryan Swan       | University College Dublin | 12  |
| 3    | Philip Gorman   | Athlone Town              | 10  |
| 4    | Kevin McHugh    | Finn Harps                | 9   |
| 5    | Stephen Kenny   | Cobh Ramblers             | 7   |
| 5    | Philip Hughes   | Shelbourne                | 7   |
| 5    | Robert Benson   | University College Dublin | 7   |
| 5    | Aidan Keenan    | Wexford Youths            | 7   |
| 5    | Gareth Coughlan | Shelbourne                | 7   |
| 5    | Daniel Purdy    | Athlone Town              | 7   |